# کارل هارر
کارل هارر (به آلمانی: Karl Harrer) (زاده ۸ اکتبر ۱۸۹۰ - درگذشته ۵ سپتامبر ۱۹۲۶) یک روزنامه‌نگار و سیاستمدار آلمانی و از سال ۱۹۱۹ تا سال ۱۹۲۰ رئیس حزب ملی سوسیالیست کارگران آلمان بود. او در سال ۱۹۲۶ در مونیخ به مرگ طبیعی درگذشت.